# Стратегический и экономический диалог между Китаем и США

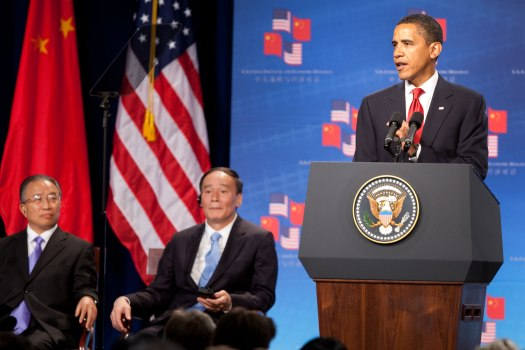
Президент США Барак Обама на открытии первой сессии первого Стратегического и экономического диалога между Китаем и США. Вашингтон, 27 июля 2009 года.

Стратегический и экономический диалог между Китаем и США (кит. 中美战略与经济对话) — диалог на высшем уровне между США и Китаем с целью обсудить широкий спектр вопросов по региональной и глобальной безопасности и экономическим разногласиям между этими двумя странами. Об учреждении диалога объявили президенты Барак Обама и Ху Цзиньтао 1 апреля 2009 года. Модернизированный формат диалога заменил предыдущие диалоги о стратегическом партнерстве (2005—2008) и об экономическом сотрудничестве (2006—2008), которые были учреждены при содействии администрации президента США Джоржа Буша. Формат диалога предусматривает встречи делегаций высокого уровня по очереди в Вашингтоне и Пекине.
Встреча 2009 года прошла в Вашингтоне. У диалога существует две составляющие: стратегическая и экономическая. Госсекретарь США Хиллари Клинтон и член Государственного Совета КНР Дай Бинго сопредседательствовали на стратегическом отделе диалога, а министр финансов США Тимоти Гайтнер и китайский вице-премьер Ван Цишань соответственно на экономическом.
В 2010 г. устами американского истэблишмента была озвучена адресованная китайскому руководству идея оформления из США и Китая «большой двойки» сверхдержав G2, однако Китай остался верен концепции многополярного мира и отклонил данное предложение, усмотрев в нём прежде всего средство разделения ответственности за доминирующую американскую внешнеполитическую деятельность, с которой часто не согласен.